# Congresso Democrático Nacional (Gana)
O Congresso Democrático Nacional é um partido político do Gana com tendência social-democrata e social liberal. Desde a restauração da democracia em 1992, o Congresso Nacional Democrata governou de 1993 até 2001 e de 2009 até 2017.
O símbolo do CDN é um guarda-chuva com a cabeça de uma pomba na ponta. As cores são vermelho, branco, verde e preto. E seu slogan é "Unidade, Estabilidade e Desenvolvimento". No nível internacional, o CDN é membro da Aliança Progressista e da Internacional Socialista.

## Historia
Foi fundada por Jerry Rawlings, em meio à pressão internacional para que fosse restaurada a democracia no país. O CDN se registrou oficialmente em 28 de julho de 1992, apresentando Rawlings como candidato à presidência nas eleições presidenciais de 3 de novembro do mesmo ano. Mantendo um controle rigoroso sobre os recursos estatais e com predominância sobre a mídia, Rawlings obteve uma vitória esperada com 58% dos votos, derrotando Albert Adu Boahen, candidato do recém-fundado Novo Partido Patriótico e Hilla Limann.
A oposição denunciou fraudes e irregularidades eleitorais e exigiu a repetição das eleições, às quais o governo se opunha. Em resposta a isso, todos os partidos da oposição boicotaram as eleições legislativas de 29 de dezembro, levando apenas 28% dos eleitores a votar, com isso o CDN dominou a legislatura com 189 dos 200 assentos. Diante das reclamações da oposição, o novo governo constitucional, assumido em 7 de janeiro de 1993, prometeu aprofundar a democracia.
Durante o primeiro governo constitucional de Rawlings, foi realizada uma reforma eleitoral, com duração de um mês para as eleições, e a realização das eleições presidenciais e parlamentares no mesmo dia. No entanto, nas eleições gerais de 7 de dezembro de 1996, o CDN ainda obteve uma vitória esmagadora, com Rawlings sendo reeleito para um segundo e último mandato com 58% dos votos e recebendo 133 dos 200 assentos. No entanto, a oposição obteve melhores resultados, e o candidato da NPP John Kufuor obteve quase 40% dos votos, com o partido recebendo 61 cadeiras no parlamento.
A constituição impediu Rawlings de concorrer a um terceiro mandato e, portanto, o candidato da CDN nas eleições gerais de 2000 era até então o vice-presidente John Evans Atta Mills. As eleições foram realizadas em 7 de dezembro. John Kufuor, como candidato da NPP, obteve uma vitória estreita contra Atta Mills com 48% dos votos, contra 44% do partido no poder, além da NPP ganhar a maioria no Parlamento pela primeira vez. No entanto, a constituição exigia que o presidente fosse eleito por mais de 50% dos votos; assim, em 28 de dezembro, foi realizada uma segunda rodada de eleições, na qual Kufuor obteve a vitória com quase 57% dos votos. Atta Mills reconheceu a derrota e Rawlings entregou pacificamente o cargo em 7 de janeiro de 2001, selando a primeira transição de poder entre dois partidos políticos através das urnas na história do Gana.
Nas eleições de 2004, Kufuor buscou a reeleição e triunfou no primeiro turno com 52% dos votos, derrotando facilmente Atta Mills, que teve apenas um pequeno aumento em relação às eleições anteriores.
As eleições de 2008 marcaram o retorno do CDN ao poder, embora com uma margem de votação extremamente estreita. Atta Mills foi novamente candidato à presidência, com John Dramani Mahama como companheiro de chapa. No primeiro turno, a candidata do NPP, Nana Akufo-Addo, venceu com 49,13% dos votos, a menos de um ponto da eleição no primeiro turno. Novamente candidato à CDN, Atta Mills foi o segundo e teve que competir em um segundo turno contra o Akufo-Addo. Atta Mills obteve 50,23% dos votos, vencendo por menos de um quarto de ponto. No nível legislativo, o CDN conquistou a maioria com 116 dos 200 assentos. No entanto, Atta Mills não cumpriu seu mandato, em decorrência de sua morte em 24 de julho de 2012, depois de adoecer com câncer de garganta, e foi substituído por seu vice-presidente, John Dramani Mahama, que foi eleito candidato da CDN para as próximas eleições, que ocorreram meses depois. Mahama obteve uma vitória no primeiro turno com 50,70% dos votos, margem muito semelhante à obtida por Atta Mills em 2008, e questionada pela oposição. Na legislatura, o NPP obteve a maioria dos votos, mas o CDN conseguiu eleger um maior número de parlamentares, mantendo assim sua maioria absoluta.
Mahama se tornou o primeiro presidente do Gana a não conseguir uma reeleição quando foi derrotado por Akufo-Addo em 2016. Afuko-Addo obteve quase 54% dos votos e foi empossado em 7 de janeiro de 2017, com o CDN retornando a oposição.

## Desempenho
Desempenho do partido nas eleições presidenciais e parlamentares de 1992 a 2016.

### Eleições presidenciais
| Ano  | Candidatos          | Primeiro Turno | Primeiro Turno | Segundo Turno | Segundo Turno | Resultado  |
| Ano  | Candidatos          | votos          | % votos        | votos         | % votos       | Resultado  |
| ---- | ------------------- | -------------- | -------------- | ------------- | ------------- | ---------- |
| 1992 | Jerry Rawlings      | 2.323.135      | 58.40          |               |               | Eleito     |
| 1996 | Jerry Rawlings      | 4.099.758      | 57.40          | Eleito        |               |            |
| 2000 | John Atta Mills     | 2.895.575      | 44.54          | 2.750.124     | 43.10         | Não eleito |
| 2004 | John Atta Mills     | 3.850.368      | 44.64          |               |               | Não eleito |
| 2008 | John Atta Mills     | 4.056.634      | 47.92          | 4.521.032     | 50.23         | Eleito     |
| 2012 | John Dramani Mahama | 5.574.761      | 50.70          |               |               | Eleito     |
| 2016 | John Dramani Mahama | 4.701.162      | 44.40          | Não eleito    |               |            |

### Eleições parlamentares
| Ano  | Número de votos | % de votos | Número de acentos | +/– | Posição  |
| ---- | --------------- | ---------- | ----------------- | --- | -------- |
| 1992 | 1.521.629       | 77.53      | 189 / 200         |     | Governo  |
| 1996 | 3.679.985       | 53.00      | 133 / 200         | 56  | Governo  |
| 2000 | 2.691.515       | 41.21      | 92 / 200          | 40  | Oposição |
| 2004 | 3.505.074       | 40.80      | 94 / 230          | 2   | Oposição |
| 2008 | 3.776.917       | 42.20      | 116 / 230         | 22  | Governo  |
| 2012 | 5.127.671       | 46.41      | 148 / 275         | 32  | Governo  |
| 2016 | 4.567.429       | 42.34      | 104 / 275         | 44  | Oposição |